# Jurriaen Pool

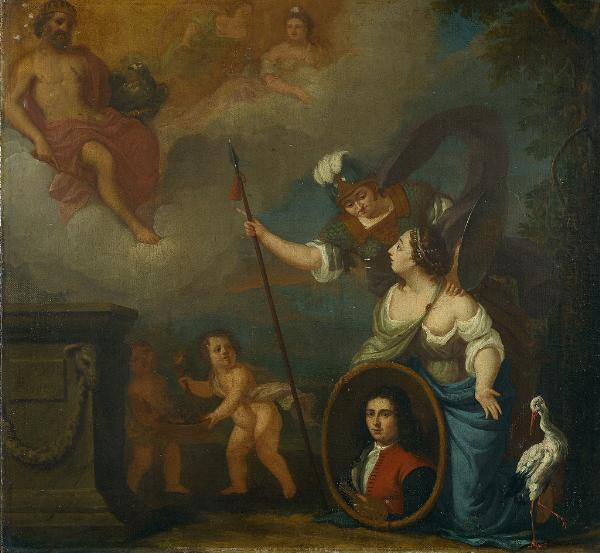
Allegorische voorstelling met zelfportret in wezenkleding, 1688, Amsterdam Museum.

Jurriaen Pool (Amsterdam, januari 1666 – aldaar, 6 oktober 1745), ook wel Juriaen Pool, was een Nederlands kunstschilder uit de achttiende eeuw.

## Biografie
Pool groeide vanaf zijn derde levensjaar op als wees in het Burgerweeshuis in Amsterdam, nu het Amsterdam Museum. Vanwege het beroep van zilversmid en penningsnijder van zijn in 1669 overleden vader Jurriaen Pool – zijn moeder Margriet Schots overleed in datzelfde jaar – kreeg hij een opleiding in de kunsten, waarbij hij zich specialiseerde als kunstschilder. Hij was leraar van kunstschilder Gerhard Jan Palthe. 
Hij trouwde in 1693 met de schilderes Rachel Ruysch, dochter van de bekende Amsterdamse dokter en verzamelaar Frederik Ruysch. Ze kregen tien kinderen. In 1732 won het echtpaar de hoofdprijs in een loterij van 75.000 gulden.

## Referentie
Biografische gegevens bij het RKD-Nederlands Instituut voor Kunstgeschiedenis
- Biografisch Portaal: 48837058
- Gemeinsame Normdatei: 1045583952
- International Standard Name Identifier: 0000 0000 6995 3839
- RKD-Nederlands Instituut voor Kunstgeschiedenis: 64238
- Union List of Artist Names: 500115888
- Virtual International Authority File: 96540498
- WorldCat: E39PBJyrVVjH6Pw6qG67hhkRrq